# Estadio 24 de Septiembre
El Estadio 24 de Setembro (en portugués: Estádio 24 de Setembro, literalmente Estadio 24 de septiembre)  es un estadio de usos múltiples en la ciudad de Bisáu, la capital del país africano de Guinea-Bisáu. Actualmente se utiliza principalmente para partidos de fútbol,  y sus instalaciones tienen capacidad para recibir aproximadamente a unas 20.000 personas. Actualmente, es el estadio habitual del equipo de fútbol nacional de Guinea-Bisáu.